# Saint-Sigismond (Loiret)
Saint-Sigismond ist eine französische Gemeinde mit 270 Einwohnern (Stand: 1. Januar 2022) im Département Loiret in der Region Centre-Val de Loire; sie gehört zum Arrondissement Orléans und zum Kanton Meung-sur-Loire. 

## Geographie
Saint-Sigismond liegt etwa 22 Kilometer nordwestlich von Orléans in der Beauce. Umgeben wird Saint-Sigismond von den Nachbargemeinden Saint-Péravy-la-Colombe im Norden und Osten, Gémigny im Süden und Südosten, Épieds-en-Beauce im Westen und Südwesten sowie Tournoisis im Westen und Nordwesten.

## Bevölkerungsentwicklung
| Jahr                       | 1962 | 1968 | 1975 | 1982 | 1990 | 1999 | 2006 | 2018 |
| Einwohner                  | 256  | 244  | 232  | 225  | 224  | 241  | 266  | 265  |
| Quellen: Cassini und INSEE |      |      |      |      |      |      |      |      |

## Sehenswürdigkeiten

Kirche Saint-Sigismond

- Kirche Saint-Sigismond